# František Nachtmann

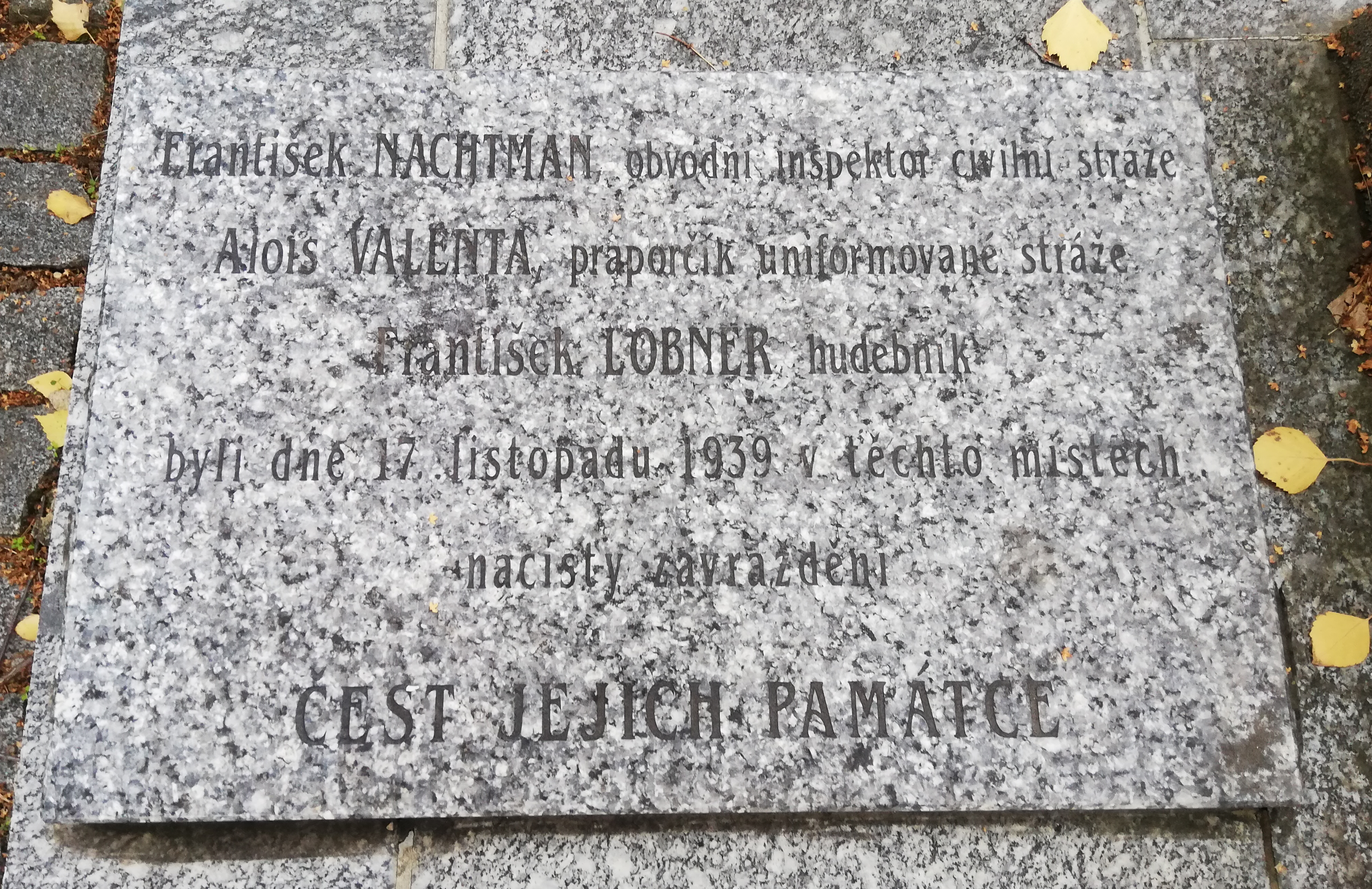
Připomínka popravy tří Čechů (Františka Nachtmanna, Aloise Valenty a Františka Lögnera) v noci 18. listopadu 1939 jako součást památníku v ruzyňských kasárnách

František Nachtmann (12. ledna 1893 Žižkov – 18. listopadu 1939 Ruzyně) byl obvodní policejní inspektor civilní stráže – jedna z nevinných obětí německých represí po událostech spojených s pohřbem Jana Opletala.

## Podrobněji
Dalším aktem německé okupační moci směřujícím k vystupňování paniky a strachu české veřejnosti po událostech následujících po Opletalově pohřbu (15. listopadu 1939) bylo zastřelení (bez soudu a zjevné viny) tří Čechů (dvou policistů: Františka Nachtmanna, Aloise Valenty a jednoho hudebníka: Františka Lögnera) v noci dne 18. listopadu 1939 v kasárnách Heinricha Himmlera v Ruzyni.
Jmenovaní se dne 17. listopadu 1939 provinili údajným „napadením“ sudetoněmeckého nacisty Rudolfa Železného – referenta úřadu říšského protektora, k němuž mělo dojít ve voze číslo 9 pražských elektrických drah asi hodinu před půlnocí dne 17. listopadu 1939. Spolu se Železným jel v témže voze tramvaje obvodní policejní inspektor civilní stráže František Nachtmann a jeho přítel hudebník (bubeník) František Lögner. Nachtmann při výstupu z vozu zavadil o Rudolfa Železného a tento vyvolal konflikt. Vzniklou hádku ukončil Železný tím, že s pistolí v ruce přinutil k výstupu z vozu Nachtmanna i Lögnera. Spolu s náhodně kolem procházejícím policejním praporčíkem Aloisem Valentou pak Železný nechal všechny tři předvést na policejní strážnici v Lupáčově ulici na Žižkově.
Snaha o smírné vyřízení celého konfliktu na komisařství vyzněla naprázdno a Rudolf Železný ve 23:45 hodin telefonicky informoval o případu svého nadřízeného – mimořádně vlivného okupačního úředníka – Wolfganga Wolframa von Wolmara, kterému případ ohlásil. (Tento důstojník SS v hodnosti SS-Hauptsturmführera byl znám tím, že pomocí cenzury, tlakem nařízení a také formou osobních schůzek s šéfredaktory protektorátních periodik dokázal potlačit všechny náznaky nesouhlasu s německou politikou.) Wolfram von Wolmar kontaktoval přímo K. H. Franka a na policejní komisařství v Praze XI. obratem dorazilo gestapo. Na místě byl zatčen jak inspektor František Nachtmann, tak František Lögner a navíc ještě strážník – praporčík uniformované stráže – Alois Valenta. Trojice zatčených byla převezena do ruzyňských kasáren a zde byli jmenovaní bezodkladně ještě v noci 18. listopadu 1939 nad ránem ve 3:00 hodiny bez soudu popraveni.